# ماد ماكس (لعبة فيديو 2015)

شعار رسمي للعبة

ماد ماكس (بالإنجليزية: Mad Max)‏ هي لعبة فيديو من نوع أكشن مغامرات ولعبة مواجهات المركبات القتالية، صدرت في عام 2015، وتعمل لأنظمة وبلاي ستيشن 4 وإكس بوكس ون ونظام ويندوز، تم تطويرها من قبل شركة أفالنش ستوديوز السويدية.

## القصة
تدور أحداث القصة حول رحلة ماكس إلى سهول الصمت التي يسيطر عليها أولاد الحرب (War Boys) المتضررين من الإشعاع بقيادة جو، ولكن يتم ألامساك بماكس من قبل هذه المجموعة المتوحشة وبعدها يهرب منهم في الصحراء المفقرة , ليقابل شخص احدب وهو للحظ ميكانيكي سيارات يدعى  كهيم بوكيت Chumbucket ليساعده في صناعة سيارة مجهزة وتتحمل القتال ليبدأ في حرب ومطاردات مع أولاد الحرب ليأخذ ثأره.
طريقة اللعب
Mad Max هي لعبة حركة مغامرات تقع في بيئة ما بعد نهاية العالم المفتوحة ، مع التركيز على قتال المركبات ، حيث يكون اللاعب هو Mad Max ( Bren Foster ).  وفقًا للناشر ، فإن 60٪ من اللعبة تركز على القيادة. يتم تثبيت بعض الأسلحة والأدوات ، بما في ذلك قاذفات اللهب والدعامات التوربينية ، مباشرةً على Magnum Opus ، بينما يتم استخدام أسلحة أخرى ، مثل الخطاف المتصارع وبندقية القنص ، مع المركبة بواسطة Chumbucket ، أو مساعد Max ، أو Max نفسه. .  يمكن لـ Max's Magnum Opus ، بمحرك V8 وقدرتها القوية على الصدم ، تدمير سيارات الأعداء والأسلحة. عند القيادة والهدف في وقت واحد ، تتغير اللعبة إلى إبطاء الحركة للسماح للاعب بالتبديل بين الأهداف.  على الرغم من أن Mad Max يستخدم في المقام الأول منظور الشخص الثالث ، إلا أنه يمكن للاعب التبديل إلى عرض الشخص الأول عند قتال الأعداء أثناء قيادة Magnum Opus .  يقوم Chumbucket بإصلاح السيارة عندما يُطلب منك ذلك أو عندما يخرج اللاعب.  

## وصلات خارجية
- ماد ماكس على موقع IMDb (الإنجليزية)

- الموقع الرسمي